# Highlights
Highlights är ett svenskt modernt dansband som bildades 2004 av Fame Factory-deltagaren Andreas Wistrand och Henrik Sethsson. 
2005 släpptes bandets självbetitlade debutalbum, som fick fem plus i Aftonbladet. Bandet vann Guldklaven 2006 i kategorin Årets uppstickare. 
2007 låg singeln "Varje liten droppe regn" på Sverigetoppen i 24 veckor.
Bandet var med i Dansbandskampen 2008 och medverkande även 2009.
5 december 2009 meddelade Christer Björkman, mitt under omröstningen i Dansbandskampen 2009, att bandet erbjudits att delta i den svenska Melodifestivalen 2010.
13 februari 2010 medverkade bandet i Melodifestivalen tillsammans med MiSt. De uppträdde i andra deltävlingen i Göransson Arena i Sandviken med låten "Come And Get Me Now", skriven av Mia Terngård och Stefan Lebert (Sweden Songs). 
2011 blev Michel Mårtensson bandets nya sångare.
2012 släpptes livealbumet "Limited Edition vol. 1".
2014 släpptes albumet "När vi är tillsammans", inkl. singlarna "När vi är tillsammans", "Tills natten blir dag" och "Tro på mig".
Sedan 2019 är Morgan Sjogerlöv sångare i bandet och bandet släpper kontinuerligt ny musik.  
[4]

## Medlemmar
- Morgan Sjogerlöv (sång)
- Tommy Gustafsson (trummor)
- Christian Lindholm (keyboards)
- Rickard Johansson (gitarr)

## Diskografi
- Highlights – 2005 – Album
- Vi lever om natten – 2008 – Album (Er records)
- Här är mitt liv – 2008
- The best part of me – 2009 (KA Musik/Sweden Songs)
- Tills natten blir dag – 2012 (KA Musik/Sweden Songs)
- Limited edition Vol 1 – Album 2012
- När vi är tillsammans - Album 2014
- Vackrare än någonsin - Album 2016
- On stage - Livealbum 2020

## Melodier på Svensktoppen

### Testades på Svensktoppen men missade listan
- Jag stannar inatt – 2005

### Fotnoter
1. ↑  ”Jöback och Highlights till Melodifestivalen”. http://www.expressen.se/noje/tv/joback-och-highlights-till-melodifestivalen/. Läst 11 april 2015.
2. ↑  ”Highlights får ny sångare”. Göteborgsposten. 16 juli 2011. Arkiverad från originalet den 14 februari 2015. https://web.archive.org/web/20150214141602/http://www.gp.se/kulturnoje/1.676967-highlights-far-ny-sangare. Läst 14 februari 2015.
3. ↑  ”Nytt album med Highlights”. Arkiverad från originalet den 11 april 2015. https://archive.is/20150411161232/http://www.dansbandsdax.se/?p=uod&id=71. Läst 11 april 2015.